# Xenurolebias izecksohni
Xenurolebias izecksohni, es una especie de pez actinopeterigio de agua dulce, de la familia de los rivulines.

## Morfología
Con el cuerpo colorido y una longitud máxima descrita de 6 cm. Se distingue de todas las demás especies de Xenurolebias por carecer esta de manchas brillantes en la mitad distal de la aleta dorsal en machos, así como por tener barras cortas oblicuas en la porción ventral de la aleta caudal en los machos, más gris oscuro en el flanco en las hembras, un cuerpo más delgado y una mandíbula más corta.

## Distribución y hábitat
Se distribuye por ríos de América del Sur, en las cuencas fluviales de los ríos de la vertiente atlántica de Brasil. Son peces de agua dulce tropical, de comportamiento bentopelágico.